# Tudor Ciuhodaru
Tudor Ciuhodaru, né le 16 janvier 1969 à Bacău, est un homme politique roumain, membre du Parti social-démocrate (PSD). Il est élu député européen lors des élections européennes de 2019. Il siège au sein de l'Alliance progressiste des socialistes et démocrates au Parlement européen.